# 개별유권해석제도
개별유권해석제도(Private letter ruling)은 미국 국세청이 실시하는 제도로 납세자가 어떤 특정한 거래에 있어 과세 여부 등 세무 관련 의문 사항을 구체적인 사실 관계를 적시해 질의할 경우 국세청이 이를 질의자에게 적용되는 법령 등을 명확하게 답변해 주는 제도를 말하며 '법적 구속력과 효력'이 살아있기 때문에 법적 효력이 없는 일반 질의회신과는 다르다. 현재 100명 정도의 전담 변호사가 이 제도를 지원하고 있다.

## 수수료
이 제도는 수익자 부담 원칙에 따라 일정액의 수수료를 부담하며 최저 625달러에서 최고 1만달러까지 수수료를 부과하고 있다. 세무문제 사전답변제는 특정 납세자를 위해 행정기관이 상당한 시간과 노력을 투입할 수 밖에 없다는 측면에서 (미국에서도)수익자 부담 원칙을 적용하고 있다.

## 같이 보기
- 사전답변제도 한국 국세청의 유사제도

1. ↑  법률신문 2009-04-09 Lucy Lee 변호사 최근 미국세법동향- 세무 문제에 관한 사전적 분쟁해결[깨진 링크(과거 내용 찾기)]
2. ↑  “국세청, '세무문제 사전답변제'-'수수료' 검토”. 2016년 3월 5일에 원본 문서에서 보존된 문서. 2012년 8월 12일에 확인함.